# Beverly Todd
Beverly Todd (Chicago, 11 luglio 1946) è un'attrice statunitense.

## Biografia
Dalla fine degli anni sessanta, Beverly Todd è apparsa in numerosi film cinematografici e televisivi. È apparsa anche in episodi delle serie televisive Benson, Quincy e Magnum, P.I.. I suoi ruoli più noti sono stati quelli in Conta su di me (1989), in Non è mai troppo tardi (2007), accanto a Morgan Freeman, e in Crash - Contatto fisico (2004).

### Vita privata
Todd è stata sposato con il produttore cinematografico Kris Keiser. Insieme hanno avuto un figlio, Malik Smith, morto nel 1989.

## Filmografia

### Cinema
- L'uomo perduto (The Lost Man), regia di Robert Alan Aurthur (1969)
- Omicidio al neon per l'ispettore Tibbs (They Call Me Mister Tibbs!), regia di Gordon Douglas (1970)
- L'angelo della morte (Brother John), regia di James Goldstone (1971)
- Police Station - Turno di notte (Vice Squad), regia di Gary Sherman (1982)
- Doposcuola proibito (Homework), regia di James Beshears (1982)
- The Ladies Club, regia di Janet Greek (1986)
- Happy Hour, regia di John De Bello (1987)
- Baby Boom, regia di Charles Shyer (1987)
- Un folle trasloco (Moving), regia di Alan Metter (1988)
- Il grande cuore di Clara (Clara's Heart), regia di Robert Mulligan (1988)
- Conta su di me (Lean on Me), regia di John G. Avildsen (1989)
- Crash - Contatto fisico (Crash), regia di Paul Haggis (2004)
- Ascension Day, regia di Akosua Busia (2007)
- Non è mai troppo tardi (The Bucket List), regia di Rob Reiner (2007)
- The Lena Baker Story, regia di Ralph Wilcox (2008)

### Televisione
- ABC Stage 67 – serie TV, episodio 1x01 (1966)
- N.Y.P.D. – serie TV, episodio 1x19 (1968)
- Love of Life – serie TV (1968-1970)
- Selvaggio west (The Wild Wild West) – serie TV, episodio 4x20 (1969)
- Barnaby Jones – serie TV, episodio 5x08 (1976)
- Radici (Roots) – miniserie TV, 1 episodio (1977)
- The Fantastic Journey – serie TV, episodio 1x08 (1977)
- In casa Lawrence (Family) – serie TV, episodio 3x09 (1977)
- The Fitzpatricks – serie TV, episodio 1x12 (1978)
- Having Babies III – film TV (1978)
- La corsa di Jericho (The Jericho Mile) – film TV (1979)
- Lou Grant – serie TV, episodio 4x07 (1980)
- Benson – serie TV, episodi 1x04-2x07 (1979-1980)
- Quincy (Quincy, M.E.) – serie TV, episodio 6x14 (1981)
- Shannon – serie TV, episodio 1x04 (1981)
- I ragazzi di padre Murphy (Father Murphy) – serie TV, episodio 2x13 (1983)
- Falcon Crest – serie TV, episodi 3x01-3x02 (1983)
- Jessie – serie TV, episodio 1x09 (1984)
- Mississippi (The Mississippi) – serie TV, episodio 2x13 (1984)
- For Love and Honor – serie TV, episodi 1x03-1x09-1x11 (1983-1984)
- A cuore aperto (St. Elsewhere) – serie TV, episodi 3x06-3x07 (1984)
- Dimensione Alfa (Otherworld) – serie TV, episodio 1x06 (1985)
- Magnum, P.I. – serie TV, episodio 6x09 (1985)
- Hill Street giorno e notte (Hill Street Blues) – serie TV, episodio 7x19 (1987)
- Infermiere a Los Angeles (Nightingales) – serie TV, episodio 1x09 (1989)
- Oltre la legge - L'informatore (Wiseguy) – serie TV, episodio 4x09 (1990)
- E giustizia per tutti (Equal Justice) – serie TV, episodio 2x08 (1991)
- Tutti al college (A Different World) – serie TV, episodio 5x04 (1991)
- Sparks – serie TV, episodi 2x10-2x16 (1997-1998)
- Six Feet Under – serie TV, 4 episodi (2002-2003)
- Ghost Whisperer - Presenze (Ghost Whisperer) – serie TV, episodio 2x08 (2006)
- Dr. House - Medical Division (House, M.D.) – serie TV, episodio 3x20 (2007)
- The Closer – serie TV, episodio 3x02 (2007)
- Lincoln Heights - Ritorno a casa (Lincoln Heights) – serie TV, episodio 2x04 (2007)
- K-Ville – serie TV, episodio 1x05 (2007)
- Criminal Minds – serie TV, episodio 6x06 (2010)
- Grey's Anatomy – serie TV, episodio 7x22 (2011)
- Il tempo della nostra vita (Days of Our Lives) – serial TV,  37 puntate (2012)
- Royal Pains – serie TV, episodio 5x08 (2013)
- Queen Sugar – serie TV, episodio 2x14 (2017)
- 9-1-1 - serie TV, 5 episodi (2019-2022)

## Doppiatrici italiane
Nelle versioni in italiano delle opere in cui ha recitato, Beverly Todd è stata doppiata da:
- Cristiana Dian in Grey's Anatomy, 9-1-1  (st. 6)
- Isabella Pasanisi in Ghost Whisperer - Presenze
- Antonia Forlani in Dr. House - Medical Division
- Stefania Romagnoli in Le regole del delitto perfetto
- Paila Pavese in The Closer
- Ludovica Modugno in 9-1-1 (ep. 2x11, 3x07)

## Premi
- 1 People's Choice Award vinto
- 4 nomination per il NAACP Image Award